# Рогодзьоб
Рогодзьоб (Eurylaimus) — рід горобцеподібних птахів родини рогодзьобових (Eurylaimidae). Включає два види.

## Поширення
Рід поширений в Південно-Східній Азії. Птахи мешкають у тропічних дощових лісах.

## Опис
Птахи завдовжки 14-23 см, вагою 31-87 г. Тіло кремезне, голова округла та велика з великими очима, з плоским та широким дзьобом. Забарвлення оперення світліше в вентральній частині і темніше на голові та крилах з жовтими прожилками на спині та крилах.

## Види
- Рогодзьоб пурпуровий (Eurylaimus javanicus)
- Рогодзьоб жовтоокий (Eurylaimus ochromalus)